# 道の駅富楽里とみやま
道の駅富楽里とみやま（みちのえき ふらりとみやま）は、千葉県南房総市二部にある千葉県道184号外野勝山線の道の駅である。

## 概要
2002年（平成14年）8月13日に千葉県内14番目の道の駅として登録され、2003年（平成15年）4月4日に供用を開始した。
施設はハイウェイオアシスとして富津館山道路の富山PA（建設中）付近からも利用することが可能である。
名称「富楽里」は公募により決まり、「富山町の楽しい里」と、誰でも「ふらり」と立ち寄れるスポットになってほしいという願いで、命名された。

## 施設
- 駐車場
  - （一般道側：大型車13台、普通車170台、身体障害者用1台）
  - （有料道路側（上り）：大型車6台、普通車30台、身体障害者用1台）
  - （有料道路側（下り）：大型車6台、普通車30台、身体障害者用1台）
- トイレ（男15、女15、小児用4、身体障害者用2）
- 公衆電話
- 情報インフォメーションコーナー（9時 - 18時）
- 物産センター富楽里（9時 - 18時）
- 海鮮レストラン網納屋（9時30分 - 18時）
- 軽食コーナー（7時30分 - 18時）
- 休憩コーナー
- 高速バスストップ（ハイウェイオアシス富楽里） ※下りは降車専用
  - 東京駅 - 館山駅 - 安房白浜駅【房総なのはな号】（JRバス関東・日東交通）
  - 新宿駅 - 館山駅【新宿なのはな号】（JRバス関東・日東交通）
  - 千葉みなと駅 - 千葉駅 - 蘇我駅 - 館山駅前 - 安房白浜駅【南総里見号】（ちばシティバス・日東交通・館山日東バス）
  - 横浜駅 - 羽田空港 - 館山駅前（京浜急行バス・日東交通）

## 道路
- 千葉県道184号外野勝山線
- E14 富津館山道路
  - 千葉県道89号鴨川富山線

## 駅周辺
- 南房総市立富山小学校
- 南房総市立富山中学校
- 南房総市富山支所
- JR内房線岩井駅
- 富山 - 南総里見八犬伝の舞台。ハイキングコースがある。